# 韦罗妮卡·门多萨

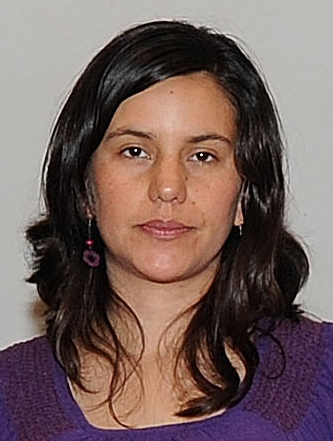
2016年的韦罗妮卡·门多萨

韦罗妮卡·范妮·门多萨·弗里施（1980年12月9日—）是一位秘鲁-法国籍心理学家、教育家和政治人物。她是“争取美好生活新秘鲁”党的创始人和现任主席。
门多萨出生于秘鲁库斯科，父亲是秘鲁人，母亲是法国人。她在法国巴黎上学，在巴黎第七大学主修心理学，并在巴黎第三大学完成研究生学业，获得社会科学硕士学位。完成学业后，她返回秘鲁，开始从政。
最初，门多萨是秘鲁民族主义党的成员，并于2011年当选为秘鲁共和国国会众议员，代表库斯科选区。2012年，她退出秘鲁民族主义党，着手组建自己的政党“播种运动”。随后，她促成了“争取正义、生活和自由广泛阵线”联盟的成立。2016年秘鲁大选前，她宣布参选总统，并顺利获得争取正义、生活和自由广泛阵线的总统候选人提名。最终，她在大选中获得第三名，而对手藤森惠子和佩德罗·巴勃罗·库琴斯基进入第二轮决选。在第二轮中，为阻止藤森惠子胜选，门多萨表态支持库琴斯基。选举结束后，争取正义、生活和自由广泛阵线分裂。2017年12月，门多萨建立“争取民主、主权和公正新秘鲁”组织。
在2021年秘鲁大选中，由于其所在组织未能成功为政党，门多萨与“一起为了秘鲁”联盟达成协议，作为后者提名的总统候选人参选。尽管获得提名，但她在选举中仅以7.9%的得票率位列第六，再次未能进入决选轮。她在竞选期间支持率下滑，普遍认为是佩德罗·卡斯蒂略和荣尼·莱斯卡诺在秘鲁南部的左翼传统票仓分流了选票所致。